# Raoul III. de Tosny
Raoul III. de Tosny († um 1126), Seigneur de Conches-en-Ouche, war ein anglonormannischer Adliger aus dem Haus Tosny.

## Leben
Im Krieg zwischen den zwei überlebenden Söhnen von Wilhelm dem Eroberer entschied sich Raoul III., den jüngeren Bruder Heinrich I. „Beauclerc“ zu unterstützen, den kürzlich gekrönten König von England. Nach dem Tod seines Vaters Raoul II. de Tosny im Jahr 1102 überquerte er den Ärmelkanal, um die Besitz seines Vaters in England zu übernehmen. Er schloss sich mit Heinrich zusammen und erlangte so die Ehe mit Adelise, Tochter und Erbin des angelsächsischen Grafen Waltheof II., Earl of Northumbria, und Judith von Lens, der Nichte Wilhelms des Eroberers.
Ab 1104 begleitete Raoul Heinrich auf seinem Feldzug zur Eroberung der Normandie. Nach der Schlacht bei Tinchebray (1106) führte der Feldzug zur Inhaftierung des Herzogs Robert Curthose und seiner Ersetzung durch Heinrich, so England und Normandie unter einem Herrscher wieder vereint waren, so wie zuvor unter Wilhelm I. Die Unterstützung der Herrn von Tosny wird während des Aufstands der Barone der östlichen Normandie gegen Heinrich I. in den Jahren 1118 und 1119 bestätigt: Raoul schloss sich nicht den Rebellen an. Wenn man jedoch der Erzählung von folgt, scheint seine Haltung schwankend geworden zu sein.
Der Führer der rebellischen Barone (Raouls Onkel Amaury III. de Montfort) erklärte König Ludwig VI. von Frankreich, dass es notwendig sei, die Normandie im Südosten anzugreifen, da Raoul III. ihnen werde. Amaury versicherte, dass Raoul sich mit seinen Vasallen den königlichen Truppen anschließen und ihnen vier Burgen öffnen würde: Conches, Acquigny, Portes und Tosny. Im Herbst 1119 beschloss Ludwig VI. einzugreifen, doch die folgenden Ereignisse zeigten, dass Raoul III. die Franzosen nicht unterstützten werde, wie Amaury vermutet hatte. Raoul II. de Gaël, einer von Heinrichs Anhängern, verdächtigte Raoul III., ihn gefangen nehmen zu wollen. Auf Anraten Heinrichs I. räumte er ihm Pont-Saint-Pierre und Val de Pîtres ein, um seine Treue zu gewährleisten.
1123/24 erhob sich Amaury de Montfort erneut gegen den König. Raoul III. de Tosny blieb weiterhin loyal.

## Nachkommen
Raoul war der Sohn von Raoul II. de Tosny und Elisabeth (oder Isabelle) de Montfort, Tochter von Simon I. von Montfort. Er heiratete Adlise, Tochter von Waltheof II., Earl of Northumbria und Judith von Lens, der Nichte Wilhelms des Eroberers.
Raoul und Adelise hatten mindestens drei Kinder:
- Roger III. de Tosny; ⚭ Gertrud von Hennegau, Tochter von Graf Balduin III. (Haus Flandern)
- Hugues
- Godehilde; ⚭ Robert de Neufbourg, † 1159 (Haus Beaumont)